# Legătură cvintuplă

Structura chimică a [CrC_{6}H_{3}-2,6-(C_{6}H_{3}-2,6-(CHMe_{2})_{2})_{2}]_{2}; se poate observa legătura cvintuplă dintre Cr-Cr

În chimie, o legătură cvintuplă este o legătură chimică dintre două elemente chimice care presupune punerea în comun a zece electroni de legătură. Acest tip de legătură este mult mai rar decât celelalte, fiind regăsit între metale, cu electroni în configurația σ2π4δ4. În unele cazuri, legătura metal-metal este facilitată de liganzii care leagă cei doi centri metalici și reduc distanța interatomică. Dimerul de crom cu legătură cvintuplă este stabilizat de un ligand terfenil voluminos (2,6-[(2,6-diizopropil)fenil]fenil). Specia chimică este stabilă până la 200 °C.